# F. K. Spartak Subotica
El Spartak Subotica (en serbio: Фудбалски клуб Спартак Суботица) es un club de fútbol serbio de la ciudad de Subotica. Fue fundado en 1945 y juega en la SuperLiga Serbia.

## Palmarés
- Yugoslav Second League (4): 1952, 1971–72, 1985–86 (Oeste), 1987–88 (Oeste)

## Participación en competiciones europeas

### UEFA
| Temporada | Torneo             | Ronda              | Club                  | Casa | Visita | Global |
| --------- | ------------------ | ------------------ | --------------------- | ---- | ------ | ------ |
| 2010–11   | UEFA Europa League | 2.ª clasificatoria | Differdange 03        | 2–0  | 3–3    | 5–3    |
| 2010–11   | UEFA Europa League | 3.ª clasificatoria | Dnipro Dnipropetrovsk | 2–1  | 0–2    | 2–3    |
| 2018-19   | UEFA Europa League | 1.ª clasificatoria | Coleraine             | 1–1  | 2–0    | 3–1    |
| 2018-19   | UEFA Europa League | 2.ª clasificatoria | Sparta Praga          | 2–0  | 1–2    | 3–2    |
| 2018-19   | UEFA Europa League | 3.ª clasificatoria | Brøndby               | 0–2  | 1–2    | 1–4    |

### Regionales
| Temporada | Torneo       | Ronda        | Club   | Resultado |
| --------- | ------------ | ------------ | ------ | --------- |
| 1987      | Copa Mitropa | Semifinales  | Ascoli | 1–2       |
| 1987      | Copa Mitropa | Tercer lugar | Vasas  | 0–2       |

## Jugadores

### Jugadores destacados
| - Milan Jovanić - Andrija Kaluđerović - Dejan Kekezović - Ognjen Koroman - Zoran Ljubinković - Predrag Mijić - Igor Popović - Dejan Rončević - Vojo Ubiparip - Vladimir Veselinov - Nemanja Vidić - Nikola Žigić - Miloš Cetina - Zvonko Ćirić - Zoran Dimitrijević - Milorad Đukanović - Miloš Glončak - Lajoš Jakovetić - Gojko Janjić - Senad Karač | - Zoltan Kujundžić - Zoran Kuntić - Slobodan Kustudić - Ranko Leškov - Dušan Maravić - Dragan Miranović - Tihomir Ognjanov - Bela Palfi - Antal Puhalak - Zvonko Rašić - Antun Rudinski - Živko Slijepčević - Dimitrije Stefanović - Miloš Stojiljković - Slobodan Šujica - Jožef Takač - Antal Tapiška - Tomislav Taušan - Ivo Šeparović - Dejan Antonić | - Zsombor Kerekes - István Nyers - Flórián Urbán - Nikola Drinčić - Vladimir Jovović - Mladen Kašćelan - Nemanja Nikolić - Savo Pavićević - Milan Purović - Janko Tumbasević - Nikola Vujović |